# 有賀幸作

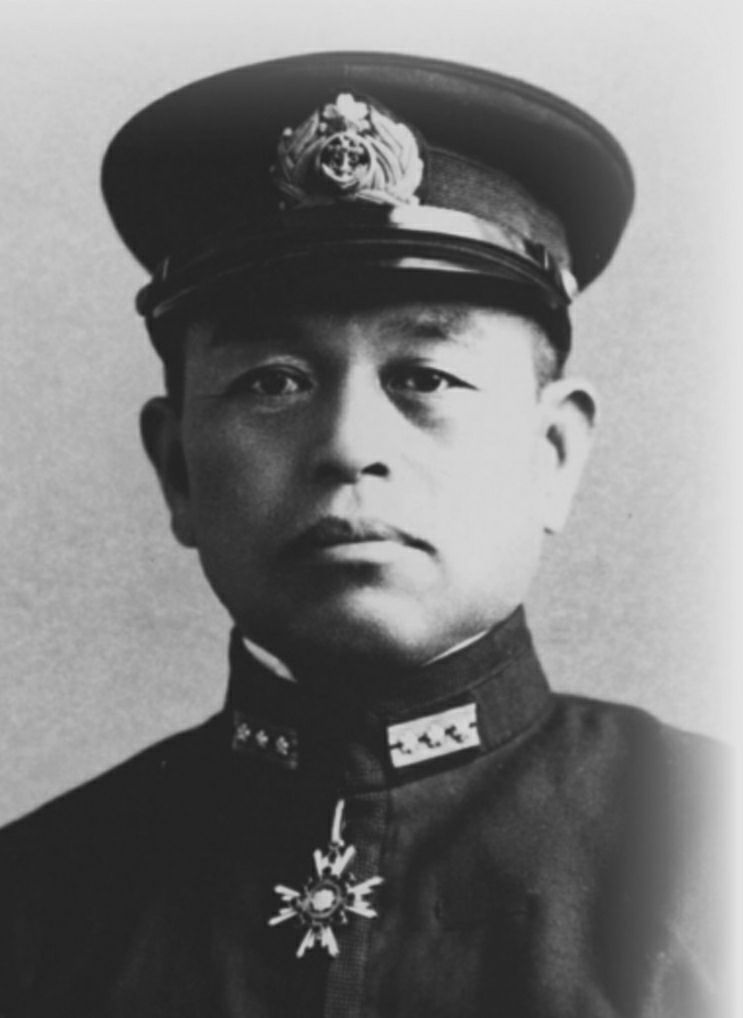
有賀幸作

有賀幸作（1897年8月21日—1945年4月7日）是一位日本职业军人，在第二次世界大戰期间服役于大日本帝国海军，他作为舰长指挥大和號戰艦参与了天號作戰。

## 生平
有賀幸作生于长野县，于1917年毕业于海軍兵學校（第45届毕业生），在89名学员中排名第58。
1929年，已晋升海军少佐的有賀幸作出任夕颜号驱逐舰舰长，这是他首次担任舰长一职。1930年，有贺出任驱逐舰芙蓉号驱逐舰舰长；1932年，出任秋风号驱逐舰舰长。1940年11月晋升海军大佐。
1942年6月，有賀幸作作为第4驱逐舰队司令参与了中途岛海战和東所羅門海戰。
1943年3月，有賀幸作被任命为鸟海号重巡洋舰舰长。1944年6月，有賀幸作在罹患疟疾后被召回日本，之后在鱼雷学校担任总教官，直到当年11月转入第2艦隊。1944年11月25日，有贺幸作出任大和号战列舰舰长。
1945年4月，沖繩島戰役期间，按照天號作戰的安排，大和号战列舰奉命执行自杀式任务。大和号战列舰只带了单程燃料，只有1艘巡洋舰和8艘驱逐舰为她护航，其目标是挫败美军登陆沖繩縣的企图，之后打算自行搁浅于冲绳滩头，作为岸防要塞继续作战。1945年4月7日，大和号战列舰被大批美海军航母舰载机击沉，有賀幸作随舰沉没，在死后他连升两级，並追授海军中将衔。